# Charlesworth Motor Bodies
Charlesworth Motor Bodies (ab 1931: Charlesworth Bodies) war ein britischer Hersteller von Automobilkarosserien. Das Unternehmen bestand von 1907 bis 1950 und produzierte in erster Linie Standardaufbauten für Großserienhersteller.

## Unternehmensgeschichte

### Anfangsphase: Contract Bodies
Charlesworth Motor Bodies wurde 1907 von A. Gray, R. Hill und T. Steane gegründet. Sitz des Unternehmens war die Stadt Coventry. In den eineinhalb Jahrzehnten seines Bestehens lieferte Charlesworth standardisierte Aufbauten für örtliche Automobilproduzenten wie Hillman und Singer (sogenannte Contract Bodies). Nach dem Ersten Weltkrieg wurde Charlesworth von der 1918 gegründeten Dawson Car Company beauftragt, exklusiv die Aufbauten für die neu entwickelten Chassis zu liefern. Das Projekt scheiterte allerdings früh aufgrund wirtschaftlicher Schwierigkeiten Dawsons; insgesamt entstanden lediglich 65 Dawson-Fahrzeuge mit Charlesworth-Karosserie. Ab 1921 entstanden Aufbauten für den Alvis 10/30, das erste Modell der Marke Alvis.
Nachdem der Vertrag mit Alvis ausgelaufen war, erhielt Charlesworth zunächst keinen Anschlusskontrakt. In den frühen 1920er-Jahren entstanden bei Charlesworth stattdessen individuelle, auf Kundenwunsch gefertigte Aufbauten, die auf Fahrgestellen von Armstrong-Siddeley, Bentley, Calcott, Daimler, Minerva, Peugeot und Rolls-Royce beruhten.
1925 erhielt Charlesworth wieder einen größeren Vertrag für Standardkarosserien, die für Morris bestimmt waren. Die Verbindung beruhte im Wesentlichen auf dem Umstand, dass Morris’ regulärer Karosserielieferant Chalmer & Hoyer vorübergehend Kapazitätsprobleme hatte. Zu dieser Zeit war Charlesworth auch Lizenznehmer für Weymann-Karosserien.
1927 geriet Charlesworth in wirtschaftliche Schwierigkeiten. Einer Zeitungsannonce zufolge stand das Unternehmen im April des Jahres zum Verkauf. 1931 wurde Charlesworth liquidiert. Der bisherige Mitinhaber James Butlin machte sich daraufhin mit einem eigenen Unternehmen Butlin Coachworks, das ebenfalls in Coventry ansässig war, selbständig.

### Neugründung nach Insolvenz
Im November 1931 erfolgte eine Neugründung unter der Bezeichnung Charlesworth Bodies. Das neue Management setzte den Schwerpunkt erneut auf Vertragsarbeiten für Großserienhersteller. Charlesworth lieferte in den Modelljahren 1931 und 1932 drei verschiedene Karosserieformen an Rover, die jeweils werksseitig angeboten wurden. Die Qualität der Aufbauten überzeugte den Sportwagenhersteller Alvis, der ab 1933 einen Großteil seiner Aufbauten bei Charlesworth herstellen ließ. 1937 und 1938 stellte Charlesworth jeweils 500 Karosserien her, vier Fünftel davon waren Aufbauten für Alvis. Weitere Kunden waren Brough Superior, Daimler und MG. Für Daimler baute Charlesworth 1940 den Prototyp des Modells Dolphin. Dies war das letzte Fahrzeug, das Charlesworth vor dem Zweiten Weltkrieg komplettierte.
Während des Krieges stellte Charlesworth Komponenten für Flugzeuge her. Nach dem Ende des Krieges beschäftigte sich das Unternehmen zunächst mit der Restaurierung von Fahrzeugen, später begann es erneut mit dem Bau von Sonderkarosserien. In den späten 1940er-Jahren wurde ein Humber und mehrere Daimler bei Charlesworth eingekleidet. 1946 erhielt das Unternehmen von Invicta den Auftrag, drei Prototypen des Black Prince aufzubauen. Eine Serienproduktion des ambitionierten Modells kam nicht zustande. Das letzte Fahrzeug, das bei Charlesworth aufgebaut wurde, war ein Prototyp von Lea-Francis. Auch hier gelang es dem Unternehmen nicht, einen Vertrag für eine Serienproduktion der Karosserien zu erhalten. Lea-Francis entschied sich vielmehr dafür, die Aufbauten seiner Autos künftig selbst herzustellen. 1950 stellte Charlesworth den Betrieb ein.

## Galerie

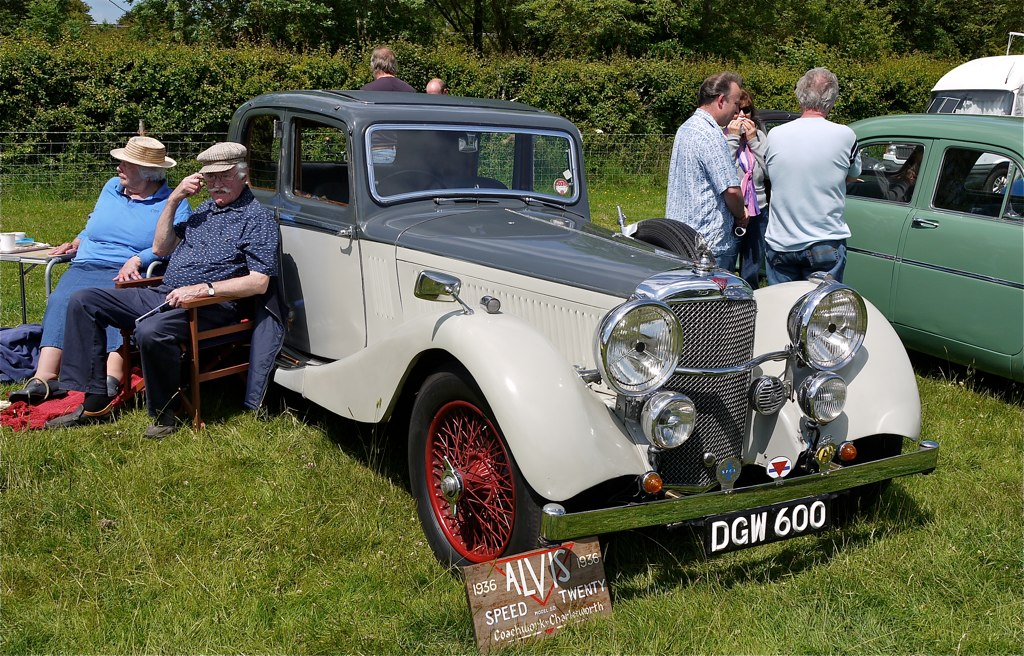
Alvis Speed Twenty mit Charlesworth-Karosserie
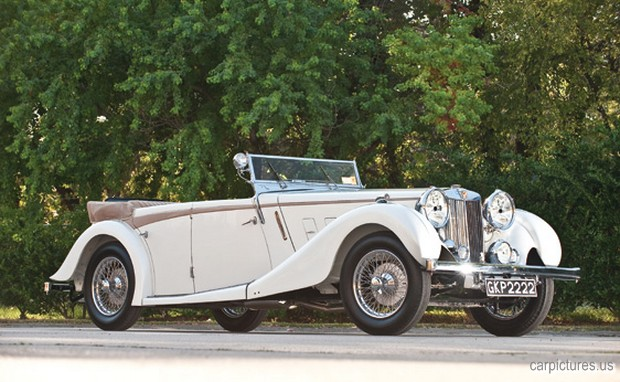
MG SA mit Charlesworth-Karosserie (1936)
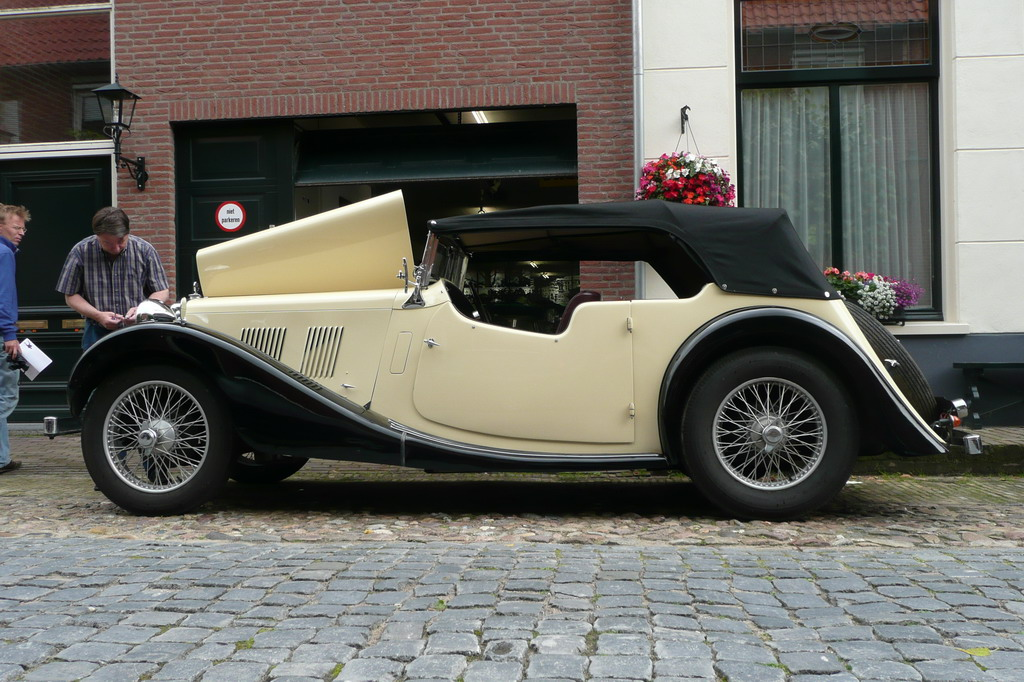
MG VA-T Roadster von Charlesworth (1938)
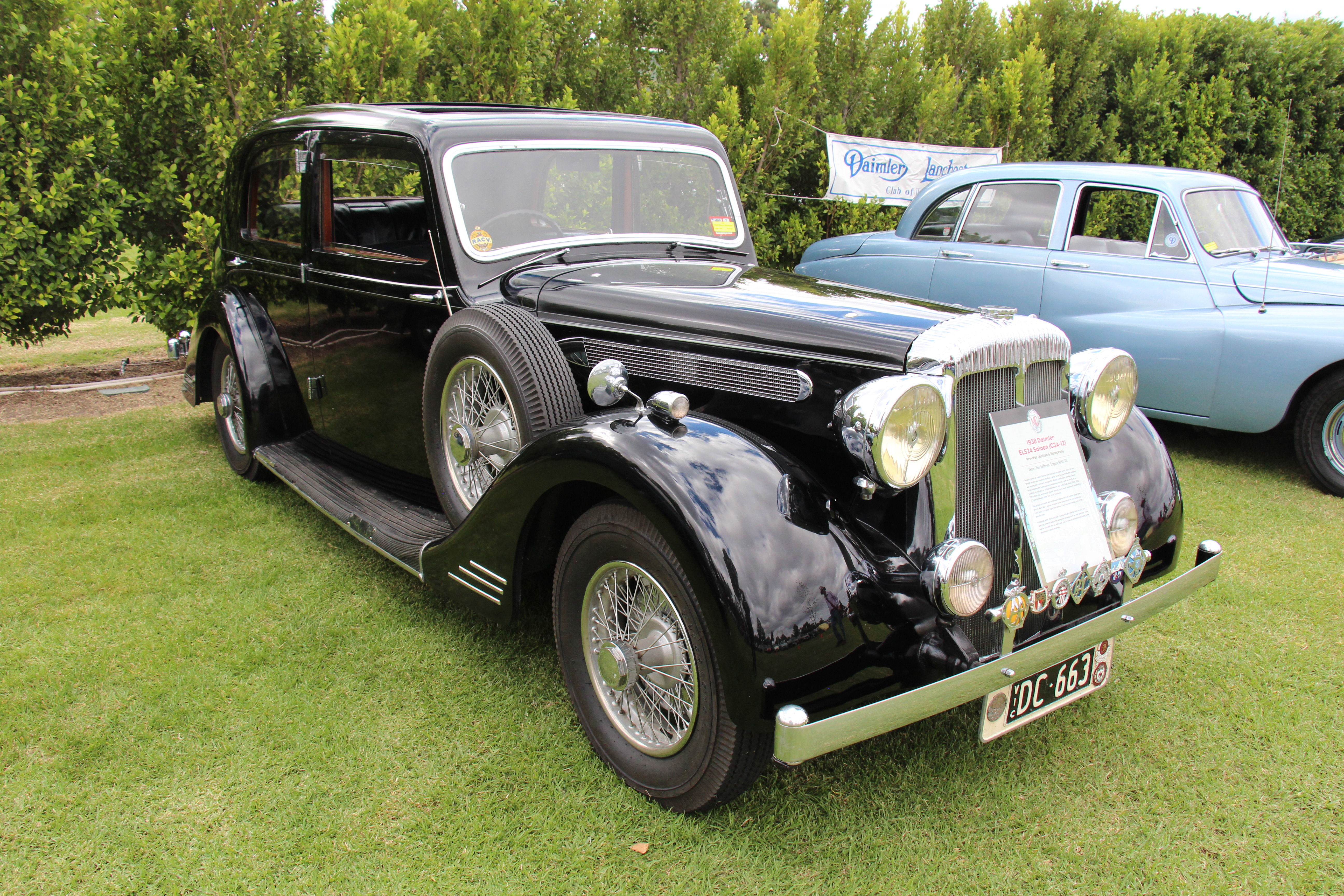
Daimler ELS24 (1938)
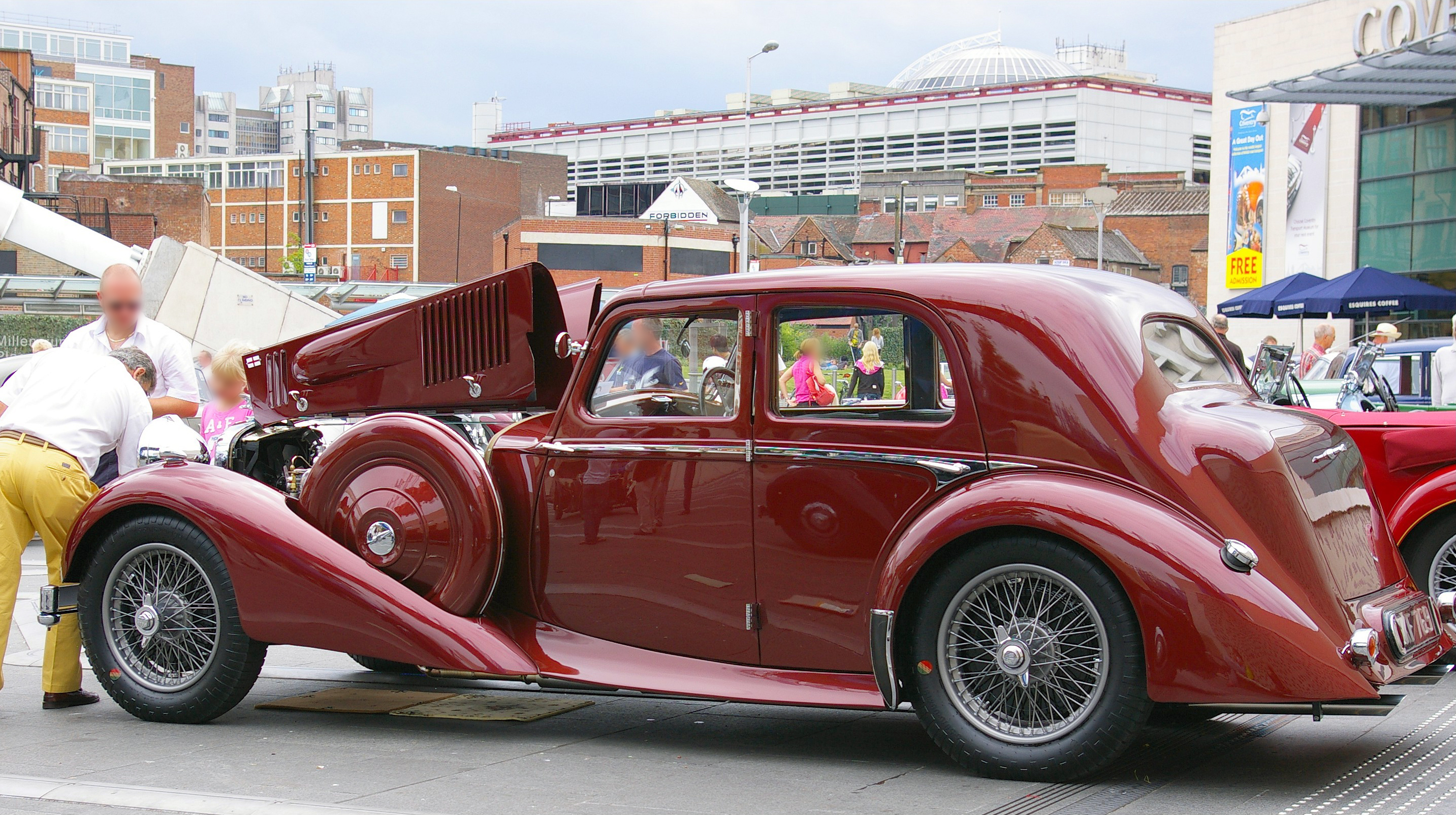
Alvis Speed 25 Saloon
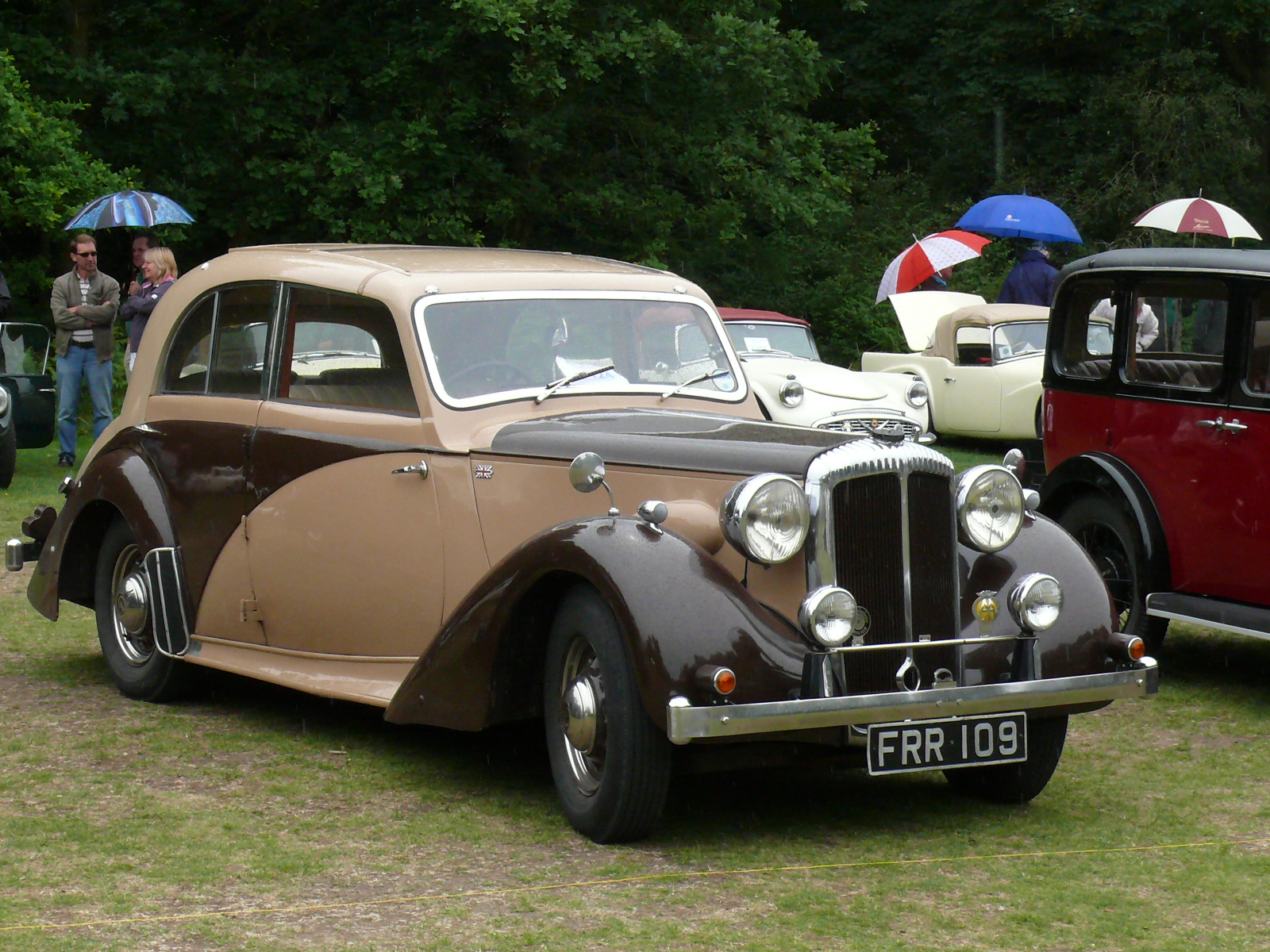
Prototyp des Daimler Dolphin (1940)